# Gran Premio de Australia de Motociclismo de 1989
El Gran Premio de Australia de Motociclismo de 1989 fue la segunda prueba de la temporada 1989 del Campeonato Mundial de Motociclismo. El Gran Premio se disputó el 9 de abril de 1989 en el Circuito de Phillip Island.
Esta era la primera ocasión que el Mundial de motociclismo disputaba un Gran Premio en Australia, un país que todavía no ha abandonado desde entonces.

## Resultados 500cc
El australiano Wayne Gardner se impuso en el Gran Premio de su país. El estadounidense Kevin Schwantz, que salía desde la pole position, se cayó en la primera vuelta. Por lo demás, se libró una feroz batalla entre cuatro pilotos de Yamaha: Wayne Rainey, el francés Christian Sarron y los australianos Kevin Magee y el propio Gardner, que se acabaría llevando el triunfo.
| Pos.     | Piloto              | Equipo                                   | Moto   | Tiempo     | Pts. |
| -------- | ------------------- | ---------------------------------------- | ------ | ---------- | ---- |
| 1        | Wayne Gardner       | Rothmans Honda Team                      | Honda  | 48:15.940  | 20   |
| 2        | Wayne Rainey        | Team Lucky Strike Roberts                | Yamaha | +0.350     | 17   |
| 3        | Christian Sarron    | Sonauto Gauloises Blondes Yamaha Mobil 1 | Yamaha | +0.470     | 15   |
| 4        | Kevin Magee         | Team Lucky Strike Roberts                | Yamaha | +1.510     | 13   |
| 5        | Eddie Lawson        | Rothmans Kanemoto Honda                  | Honda  | +10.970    | 11   |
| 6        | Tadahiko Taira      | Yamaha Motor Company                     | Yamaha | +12.570    | 10   |
| 7        | Ron Haslam          | Suzuki Pepsi Cola                        | Suzuki | +32.460    | 9    |
| 8        | Mick Doohan         | Rothmans Honda Team                      | Honda  | +47.660    | 8    |
| 9        | Michael Dowson      |                                          | Yamaha | +1:27.820  | 7    |
| 10       | Dominique Sarron    | Team ROC Elf Honda                       | Honda  | +1 Vuelta  | 6    |
| 11       | Alessandro Valesi   | Team Iberia                              | Yamaha | +1 Vuelta  | 5    |
| 12       | Simon Buckmaster    | Racing Team Katayama                     | Honda  | +1 Vuelta  | 4    |
| 13       | Marco Gentile       | Fior Marlboro                            | Fior   | +1 Vuelta  | 3    |
| 14       | Nicholas Schmassman | FMS                                      | Honda  | +3 Vueltas | 2    |
| 15       | Michael Rudroff     | HRK Motors                               | Honda  | +3 Vueltas | 1    |
| Ret      | Greg Drew           |                                          | PRP    | Ret        |      |
| Ret      | Freddie Spencer     | Marlboro Yamaha Team Agostini            | Yamaha | Ret        |      |
| Ret      | Randy Mamola        | Cagiva Corse                             | Cagiva | Ret        |      |
| Ret      | Malcolm Campbell    |                                          | Honda  | Ret        |      |
| Ret      | Kevin Schwantz      | Suzuki Pepsi Cola                        | Suzuki | Ret        |      |
| Ret      | Bubba Shobert       | Cabin Racing Team                        | Honda  | Ret        |      |
| Ret      | Fernando González   | Club Motocross Pozuelo                   | Honda  | Ret        |      |
| Ret      | Niall Mackenzie     | Marlboro Yamaha Team Agostini            | Yamaha | Ret        |      |
| Ret      | James Judd          |                                          | Yamaha | Ret        |      |
| Ret      | Pierfrancesco Chili | HB Honda Gallina Team                    | Honda  | Ret        |      |
| DNS      | Craig Harwood       |                                          | Yamaha | DNS        |      |
| Fuentes: |                     |                                          |        |            |      |

## Resultados 250cc
Primera victoria de la temporada para el español Sito Pons, que acabaría con su campeonato del Mundo en 250cc. El catalán tuvo una gran duelo con el francés  Jean-Philippe Ruggia al que adelnató en la última vuelta y venció por tan solo 13 centésimas.
| Pos. | Piloto                    | Moto     | Tiempo    | Pts. |
| ---- | ------------------------- | -------- | --------- | ---- |
| 1    | Sito Pons                 | Honda    | 43:16.540 | 20   |
| 2    | Jean-Philippe Ruggia      | Yamaha   | +0.130    | 17   |
| 3    | Luca Cadalora             | Yamaha   | +8.750    | 15   |
| 4    | Juan Garriga              | Yamaha   | +11.590   | 13   |
| 5    | Reinhold Roth             | Honda    | +18.130   | 11   |
| 6    | Jacques Cornu             | Honda    | +29.510   | 10   |
| 7    | Carlos Cardús             | Honda    | +33.040   | 9    |
| 8    | Helmut Bradl              | Honda    | +33.170   | 8    |
| 9    | Didier de Radiguès        | Aprilia  | +53.400   | 7    |
| 10   | Alex Barros               | Yamaha   | +54.790   | 6    |
| 11   | Loris Reggiani            | Honda    | +54.920   | 5    |
| 12   | Daryl Beattie             | Honda    | +55.300   | 4    |
| 13   | Martin Wimmer             | Aprilia  | +56.060   | 3    |
| 14   | Masahiro Shimizu          | Honda    | +1:01.370 | 2    |
| 15   | August Auinger            | Yamaha   | +1:04.180 | 1    |
| 16   | Jochen Schmid             | Honda    | +1:04.410 |      |
| 17   | Roy Leslie                | Yamaha   | +1:04.960 |      |
| 18   | Ivan Palazzese            | Aprilia  | +1:20.160 |      |
| 19   | Fabio Barchitta           | Aprilia  | +1:20.300 |      |
| 20   | Harald Eckl               | Aprilia  | +1:20.590 |      |
| 21   | Garry Cowan               | Yamaha   | +1:20.710 |      |
| 22   | Javier Cardelús           | JJ Cobas | +1:20.970 |      |
| 23   | Patrick van den Goorbergh | Yamaha   | +1:21.110 |      |
| 24   | Daniel Amatriaín          | Honda    | +1:21.370 |      |
| 25   | Jean-François Foray       | Yamaha   | +1:21.670 |      |
| 26   | Jean-François Baldé       | Yamaha   | +1:25.060 |      |
| 27   | Stephen Whitehouse        | Yamaha   | +1:30.100 |      |
| 28   | René Bongers              | Yamaha   | +1 Vuelta |      |
| 29   | Darren Millner            | Yamaha   | +1 Vuelta |      |
| 30   | David Horton              | Yamaha   | +1 Vuelta |      |
| 31   | Brent Jones               | Yamaha   | +1 Vuelta |      |
| 32   | Andreas Preining          | Aprilia  | +1 Vuelta |      |
| 33   | David Moore               | Yamaha   | +1 Vuelta |      |
| Ret  | Carlos Lavado             | Aprilia  | Ret       |      |
| Ret  | Alberto Rota              | Aprilia  | Ret       |      |
| Ret  | Chris Oldfield            | Yamaha   | Ret       |      |
| Ret  | Alberto Puig              | Yamaha   | Ret       |      |
| Ret  | Fausto Ricci              | Aprilia  | Ret       |      |
| Ret  | Paolo Casoli              | Honda    | Ret       |      |
| Ret  | Jeffrey Sayle             | Yamaha   | Ret       |      |
| DNQ  | M. Cooley                 | Yamaha   | DNQ       |      |
| DNQ  | Mike Webb                 | Yamaha   | DNQ       |      |
| DNQ  | Andy Leisner              | Honda    | DNQ       |      |
| DNQ  | H. McNicol                | Honda    | DNQ       |      |
| DNQ  | M. Renfrey                | Honda    | DNQ       |      |
| DNQ  | Chris Stafford            | Yamaha   | DNQ       |      |
| DNQ  | T. Kingston               | Honda    | DNQ       |      |
| DNQ  | A. Miller                 | Aprilia  | DNQ       |      |

## Resultados 125cc
Primera victoria de su palmarés para el español Álex Crivillé, que con ta solo 19 años se convertía en el piloto más joven en conseguir este reconocmiento. El catalán se vio beneficiado de la caída del italiano Ezio Gianola y la retirada por problemas mecánicos de Jorge Martínez Aspar.
| Pos. | Piloto               | Moto      | Tiempo    | Pts. |
| ---- | -------------------- | --------- | --------- | ---- |
| 1    | Àlex Crivillé        | JJ Cobas  | 39:40.040 | 20   |
| 2    | Robin Milton         | Honda     | +8.720    | 17   |
| 3    | Allan Scott          | Honda     | +13.640   | 15   |
| 4    | Stefan Prein         | Honda     | +17.550   | 13   |
| 5    | Ezio Gianola         | Honda     | +18.890   | 11   |
| 6    | Julián Miralles      | Derbi     | +28.360   | 10   |
| 7    | Fausto Gresini       | Aprilia   | +38.770   | 9    |
| 8    | Hans Spaan           | Honda     | +41.900   | 8    |
| 9    | Luis Miguel Reyes    | Honda     | +52.500   | 7    |
| 10   | Adi Stadler          | Honda     | +52.670   | 6    |
| 11   | Robin Appleyard      | Honda     | +53.020   | 5    |
| 12   | Lucio Pietroniro     | Honda     | +53.970   | 4    |
| 13   | Ian Saunders         | Honda     | +1:02.020 | 3    |
| 14   | Johnny Wickström     | Honda     | +1:03.640 | 2    |
| 15   | Alex Bedford         | EMC/Rotax | +1:05.960 | 1    |
| 16   | Domenico Brigaglia   | Garelli   | +1:06.080 |      |
| 17   | Peter Galvin         | Honda     | +1:10.090 |      |
| 18   | Thierry Feuz         | Honda     | +1:11.220 |      |
| 19   | Rafael Roses         | Honda     | +1:18.580 |      |
| 20   | Gerhard Waibel       | Honda     | +1:30.650 |      |
| 21   | Michael Brown        | Honda     | +1:31.150 |      |
| 22   | Steve Broughy        | Honda     | +1:46.220 |      |
| 23   | Michael Haisman      | Honda     | +1:54.010 |      |
| 24   | Mike Leitner         | Honda     | +1 Vuelta |      |
| 25   | Colin Clark          | Honda     | +1 Vuelta |      |
| 26   | Klausà Barker        | Honda     | +1 Vuelta |      |
| 27   | Alan Bradshaw        | Honda     | +1 Vuelta |      |
| 28   | Valerio Vivarelli    | Rotax     | +1 Vuelta |      |
| Ret  | Bruno Casanova       | Aprilia   | Ret       |      |
| Ret  | Herri Torrontegui    | Honda     | Ret       |      |
| Ret  | Kohji Takada         | Honda     | Ret       |      |
| Ret  | Jorge Martínez Aspar | Derbi     | Ret       |      |
| Ret  | Kris Galatowicz      | EMC/Rotax | Ret       |      |
| Ret  | Hisashi Unemoto      | Honda     | Ret       |      |
| Ret  | Stefan Dörflinger    | Aprilia   | Ret       |      |
| Ret  | Heinz Lüthi          | Honda     | Ret       |      |
| Ret  | Corrado Catalano     | Rotax     | Ret       |      |
| Ret  | Trevor Manley        | Honda     | Ret       |      |
| Ret  | Emilio Cuppini       | Garelli   | Ret       |      |
| DNS  | Juan Ramón Bolart    | JJ Cobas  | DNS       |      |
| DNQ  | Peter McFayden       | Honda     | DNQ       |      |
| DNQ  | Ian Thornley         | ITB       | DNQ       |      |
| DNQ  | Martin Hubert        | Rotax     | DNQ       |      |